# Majestic Princess
Majestic Princess è una nave da crociera della compagnia di navigazione Princess Cruises.

## Storia e caratteristiche
Terza unità della classe Royal, è stata costruita dal 2015 al 2017 presso il cantiere navale di Monfalcone da Fincantieri espressamente per il mercato cinese. Gli allestimenti a bordo e gli spazi di intrattenimento sono stati, quindi, creati ad hoc per i gusti e le abitudini dei passeggeri asiatici: sullo scafo il nome è scritto anche in cinese, così come i cartelli, gli annunci e i vari servizi sono disponibili in mandarino, vi è un ristorante dedicato esclusivamente alla cucina cantonese, sono presenti delle sale karaoke private, un casinò VIP e un'area negozi con marchi di lusso quali Gucci, Cartier, Bulgari.
La nave è stata consegnata il 30 marzo 2017 all'armatore e, dopo varie crociere nel Mediterraneo, è partita alla volta di Shanghai con una crociera di riposizionamento di 49 giorni. All'arrivo, a luglio, è stata ufficialmente battezzata dai cestisti cinesi Yao Ming e Ye Li.
Da un punto di vista tecnico, è alimentata da 4 motori Wärtsilä 2 12V46F e 2 14V46F , di cui 2 da 14400 kW e 2 da 16800 kW e, nonostante la velocità di crociera sia di 22 nodi, può raggiungere una velocità massima di 23. Delle 1780 cabine, 1028 (l'81%) sono dotate di balcone.

## Navi gemelle
- Royal Princess
- Regal Princess
- Sky Princess
- Britannia